# Agustín Romualdo Álvarez Rodríguez
Agustín Romualdo Álvarez Rodríguez OFMCap (* 11. Februar 1923 in Renedo de Valdetuéjar, Spanien; † 11. August 2011) war ein spanischer Ordensgeistlicher und Apostolischer Vikar von Machiques in Venezuela. 

## Leben
Agustín Romualdo Álvarez Rodríguez trat der Ordensgemeinschaft der Kapuziner bei und empfing am 12. März 1949 die Priesterweihe.
Johannes Paul II. ernannte ihn am 10. März 1986 zum Titularbischof von Nasbinca und bestellte ihn zum Apostolischen Vikar von Machiques. Der Apostolische Pro-Nuntius in Venezuela, Luciano Storero, spendete ihn am 10. August 1986 die Bischofsweihe; Mitkonsekratoren waren Felipe González González OFMCap, Apostolischer Vikar von Tucupita, und Mariano Gutiérrez Salazar OFMCap, Apostolischer Vikar von Caroní. 
Am 7. Oktober 1995 nahm Papst Johannes Paul II. das Rücktrittsgesuch von Bischof Álvarez an.